# Емілі Калкенберґ
Емілі Оґгейм Калкенберґ (норв. Emilie Ågheim Kalkenberg; (6 липня 1997 , Му-і-Рана, Нурланн )) — норвезька біатлоністка. Бронзова призерка чемпіонату Європи 2018 року в змішаній естафеті, дворазова призерка чемпіонату світу серед юніорів 2016 року.

## Спортивна кар'єра
Першими міжнародними змаганнями в кар'єрі норвезької спортсменки став чемпіонат світу серед юніорів 2016 року, що відбувся в румунському Кейле-Гредіштей. У спринті серед дівчат до 19 років Калкенберґ здобула срібну медаль, поступившись лише співвітчизниці Каролін Ердаль, а в складі норвезької збірної здобула «бронзу» в естафеті.
2017 року біатлоністка дебютувала на Кубку IBU, а також взяла участь у чемпіонаті світу серед юніорів, проте не змогла там показати високих результатів. У грудні того ж року на Кубку IBU в Обертілліяху вона вперше в кар'єрі піднялася на п'єдестал пошани в змаганнях серед дорослих - команда в складі Емілі Калкенберґ, Каролін Кноттен, Ветле Шостада Крістіансена і Веґара Ермунсгеуґа виграла в змішаній естафеті.
У січні 2018 року Калкенберґ дебютувала в Кубку світу, однак, показавши 69-те місце у спринтерській гонці в Обергофі, не змогла відібратись у гонку переслідування. Наприкінці січня взяла участь у чемпіонаті Європи у Валь-Ріданні: в індивідуальній гонці не змогла піднятися вище за 8-ме місце, а в складі збірної Норвегії завоювала «бронзу» у змішаній естафеті.
Найвищі результати в Кубку світу Емілі Калкенберґ показала в лютому 2019 року в канадському Кенморі: в індивідуальній гонці на 12,5 км вона посіла 21-ше місце, а у складі жіночої норвезької команди виборола «срібло» в естафеті.